# Бухгалтер
Бухга́лтер (нем. Buchhalter, Buch — книга, Halter — держатель/держатель книги) — специалист по бухгалтерскому учёту, работающий по системе учёта в соответствии с действующим законодательством.
Слово «бухгалтер» — книгодержатель возникло в конце средневековья. В 1498 г. император Священной Римской империи Германской нации Максимилиан I назначил «бухгалтером» Христофа Штехера.

## История

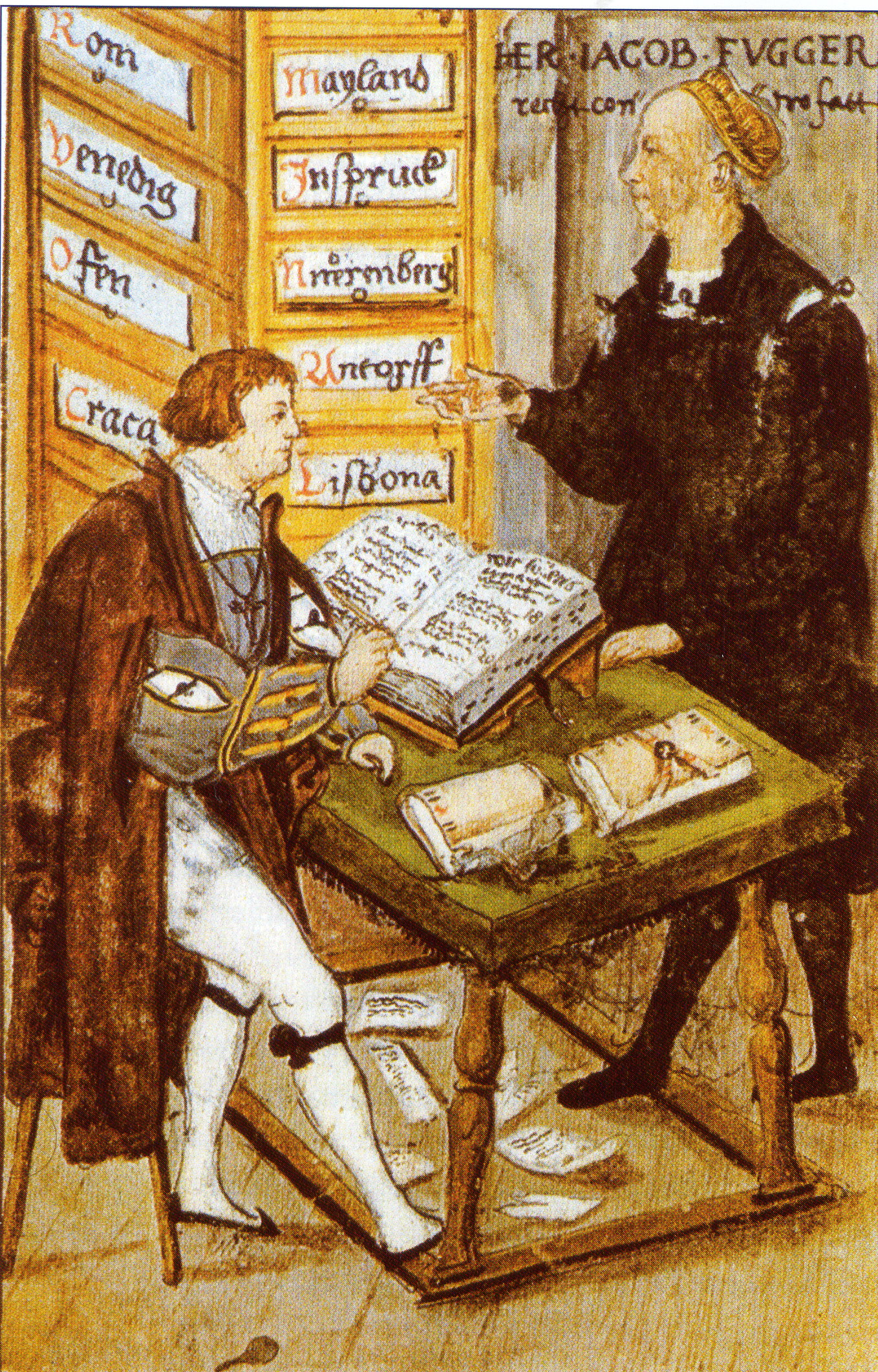
Якоб Фуггер и его бухгалтер Маттеус Шварц

У историков нет однозначных свидетельств о времени, когда появилась бухгалтерия и люди стали профессионально заниматься этим направлением деятельности. Согласно средневековой гипотезе, бухгалтерия появилась в Северной Италии в конце XIII — начале XIV века. Другие считают, что бухгалтерия появилась ещё во времена Древнего Рима. В торгово-банковских компаниях Северной Италии велась двойная бухгалтерия. Считается, что первыми бухгалтерами были средневековые купцы, которые изобрели бухгалтерию случайно. Купцы из Генуи стали первыми, кто вёл двойную бухгалтерию. Еще одна гипотеза состоит в том, что бухгалтерия появилась в Генуе, Венеции, Флоренции в период между 1250 и 1350 годом.
Согласно Вячеславу Ярославовичу Соколову, выражение «двойная бухгалтерия» восходит к XVI веку, к одной из первых фундаментальнейших работ по учету: Zwifach Buchhalten, написанной В. Швайкером в 1549 году. Именно его выражение «двойная бухгалтерия» подчеркивает особую парадигму, именуемую так, потому что в ее основе лежит великий постулат Луки Пачоли (1445—1517): каждый факт хозяйственной жизни должен быть отражен непременно дважды: по дебету одного счёта и по кредиту корреспондирующего с ним счёта. Этот постулат отделяет данную парадигму от парадигм, ведущих к иным видам учета: камеральному, униграфическому, оперативно-техническому, статистическому, экономическому, креативному и другим.

## Профессиональный бухгалтер
Это официальный термин Международной федерации бухгалтеров. Согласно стандартам, принятым этой международной организацией, к «профессиональным бухгалтерам» относятся следующие профессии: главный бухгалтер, аудитор, финансовый директор и налоговый консультант.
Профессиональные бухгалтерские ассоциации вроде IFA, CIMA и ACCA предоставляют бухгалтерам сертификацию.

### Счетоводство
Во времена отсутствия автоматизации бухгалтерского учёта среди бухгалтеров большой бухгалтерии какого-либо предприятия присутствовала значительная прослойка счетоводов — работников, сводивших данные на одном или нескольких строго разграниченных между ними счетах, и характерным было то, что механизм двойной записи каждым из них в отдельности не задействовался, корреспонденция счетов не проводилась, что нередко приводило к ошибкам в последующем сведении баланса, выполняемом главным бухгалтером или же его заместителем.

## Особенности бухгалтерии в России
В Советском Союзе профессия бухгалтера (и счётного работника в целом) была одной из самых массовых: количество лиц, занимавшихся учётом, в 1980-х годах приближалось к числу 3 миллионов человек.
С начала 1990-х годов эта специальность стала особенно популярной.
Леонид Парфёнов в программе «Намедни» (1992) говорил:

«Новое время рождает нового героя. Тысячи и тысячи фирм должны составлять квартальные и годовые балансовые отчёты. Финансистов единицы. Финансист — это личный риск отдельно взятого предпринимателя. Это — подвиг одиночки. Настоящий массовый героизм проявляет армия бухгалтеров. Теперь это — самая модная профессия. Впервые о „Бухгалтерах“ слагают песни (воспроизводится клип „Бухгалтер“ группы „Комбинация“).

Раньше в бухгалтерах коротали век засыхающие в девичестве неперспективные барышни. Теперь газеты завалены объявлениями „Требуется“. Одна и та же работа в частном секторе оплачивается в пять раз выше, чем в государственном. Бухгалтер занят привычным делом за непривычные деньги. Так велела эпоха. „Ты только прикажи, и я не струшу, товарищ Время, товарищ Время!“. И действительно — чего тут бояться?».
На практике предприятие либо имеет специальный отдел, ведающий бухгалтерскими операциями — бухгалтерию, либо заключает договор со сторонней организацией на бухгалтерское обслуживание (аутсорсинг).
Бухгалтерию чаще всего возглавляет главный бухгалтер, кроме того обычно имеются заместитель (-и) главного бухгалтера и рядовые бухгалтеры. В зависимости от численности предприятия и его документооборота эти должности могут быть совмещены или дополнены другими (например, бухгалтер-ревизор, бухгалтер-кассир и так далее).
Перечень должностных обязанностей главного бухгалтера представлен в Квалификационном справочнике должностей руководителей, специалистов и других служащих, утверждённом Постановлением Минтруда России от 21.08.98 № 37.
Свои особенности имеются у банковской бухгалтерии. Она регламентируется документами Банка России. В 2007 году принято Положение Банка России № 302-П «О правилах ведения бухгалтерского учёта в кредитных организациях, расположенных на территории Российской Федерации». В данных Правилах сформулированы основные обязанности, возлагаемые на главных бухгалтеров банков.
Главные бухгалтеры (и их заместители) подлежат обязательному согласованию с Банком России на предмет соответствия установленным требованиям. «Кандидаты на должности членов совета директоров (наблюдательного совета), руководителя кредитной организации, главного бухгалтера, заместителей главного бухгалтера кредитной организации, а также на должности руководителя, заместителей руководителя, главного бухгалтера, заместителей главного бухгалтера филиала кредитной организации должны соответствовать квалификационным требованиям, установленным федеральными законами и принимаемыми в соответствии с ними нормативными актами Банка России». Статья 11.1 ФЗ «О банках и банковской деятельности» от 02.12.1990 № 395-1.
Квалификационные требования к главным бухгалтерам банков сформулированы в нормативных документах Банка России. В настоящее время таким документом является Инструкция Банка России от 02.04.2010 г. № 135-И.
Основными задачами главных бухгалтеров банков является подготовка учётной политики и контроль над производимыми банками операциями.

## В различных культурах

### Инки

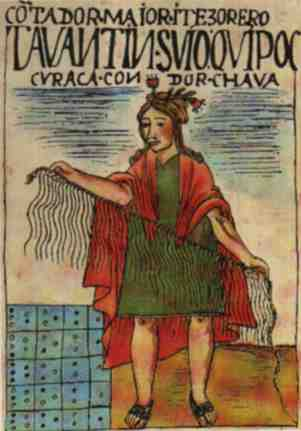
Кипукамайок из книги Гуамана Пома де Айяла «Первая Новая Хроника и Доброе Правление». Слева у ног кипукамайока — юпана, содержащая вычисления священного числа для песни «Сумак Ньюста».

Кипукамайоки (кечуа khipu kamayuq, «чиновник, ведающий кипу» или «тот, кому поручено кипу»), счетоводы Тауантинсуйу, создавали и расшифровывали узлы в кипу. Кипу впервые в истории человечества использовалось для применения такого способа ведения бухгалтерского учёта как двойная запись.

## Образ бухгалтера в искусстве
В песнях:
- Бухгалтер

В фильмах:
- Расплата (в оригинале — The Accountant)